# Izarza (Álava)
Izarza (en euskera y oficialmente Izartza) es un despoblado que actualmente forma parte del municipio de Bernedo, en la provincia de Álava. 

## Despoblado
Forma parte del despoblado el a su vez despoblado de:
- Ayago.[1]

## Historia
Hacia mediados del siglo XIX, el lugar, por entonces perteneciente al ayuntamiento de Arlucea, tenía contabilizada una población de 65 habitantes. Aparece descrito en el noveno volumen del Diccionario geográfico-estadístico-histórico de España y sus posesiones de Ultramar de Pascual Madoz con las siguientes palabras:

IZARZA: v. del ayunt. de Arlucea, en la prov. de Alava, part. jud. de Salvatierra (2 1/2 leg.), aud. terr. de Burgos (20), c. g. de las Provincias Vascongadas (á Vitoria (2 1/2), dióc. de Calahorra (12): sit. entre montañas; clima frio y sano; le combaten los vientos N. y O. Tiene 8 casas, escuela de primera educacion para ambos sexos frecuentada por 14 ó 16 alumnos y dotada con 20 fan. de trigo; una fuente en el pueblo de buenas aguas, é igl. parr. (Sta. Lucia), servida por 1 beneficiado. El térm. confina, N. Aberasturi; E. Azaceta; S. Arlucea, y O. Oquina. El terreno es de mediana calidad, pero montuoso; le atraviesa un arroyo que se forma de varias fuentes que brotan en el mismo. caminos: los locales. El correo se recibe de Vitoria. prod.: trigo, cebada, avena, patatas y hortalizas: cria de ganado lanar, caballar y cabrío: caza de perdices, codornices y liebres. pobl.: 7 vec., 36 alm. riqueza y contr.: con su ayunt. (V.)
(Madoz, 1847, p. 472)

En la actualidad, pertenece al municipio de Bernedo. En 2022, tenía empadronado un único habitante.

## Demografía
| Gráfica de evolución demográfica de Izarza entre 2000 y 2017 |
|                                                              |
| Población de derecho según los censos de población del INE.  |

## Patrimonio
Quedan en el lugar las ruinas de una iglesia de Santa Lucía.